# 1985-ös ifjúsági labdarúgó-világbajnokság
Az 1985-ös ifjúsági labdarúgó-világbajnokságot augusztus 24. és szeptember 7. között rendezték a Szovjetunióban.
A tornán a magyar válogatott is részt vett. A csoportkörben Kolumbiával azonos eredménnyel végzett, így sorsolásra került sor. A sorsolás azonban a kolumbiaiaknak kedvezett, a magyar csapat nem jutott a negyeddöntőbe.

## Csoportkör
A csoportok első két helyezettje jutott a negyeddöntőbe, ahonnan egyenes kieséses rendszerben folytatódott a torna.
| Jelmagyarázat                                                            |
| ------------------------------------------------------------------------ |
| A csoportok első két helyezettje bejutott az egyenes kieséses szakaszba. |
| A csoportok harmadik és negyedik helyezettjei kiestek.                   |

### A csoport
| Csapat       | M | Gy | D | V | G+ | G– | Gk | P |
| ------------ | - | -- | - | - | -- | -- | -- | - |
| Bulgária     | 3 | 1  | 2 | 0 | 4  | 2  | +2 | 4 |
| Kolumbia     | 3 | 1  | 2 | 0 | 5  | 4  | +1 | 4 |
| Magyarország | 3 | 1  | 2 | 0 | 5  | 4  | +1 | 4 |
| Tunézia      | 3 | 0  | 0 | 3 | 2  | 6  | –4 | 0 |

- Kolumbia sorsolással jutott tovább.

| 1985. augusztus 24. 15:00 |

| Magyarország                     | 2–2               | Kolumbia                |
| -------------------------------- | ----------------- | ----------------------- |
| Pintér 59' (11-esből) Zsinka 85' | (0–0) Jegyzőkönyv | Pérez 88' Rodríguez 89' |

| Hrazdan Stadium, Jereván Nézőszám: 10 000 Játékvezető: George Sandoz (svájci) |

| 1985. augusztus 24. 19:00 |

| Tunézia | 0–2               | Bulgária                 |
| ------- | ----------------- | ------------------------ |
|         | (0–1) Jegyzőkönyv | Mikhtarski 32' Penev 78' |

| Hrazdan Stadium, Jereván Nézőszám: 14 000 Játékvezető: Joe Worrall (angol) |

| 1985. augusztus 26. 19:00 |

| Magyarország                      | 2–1               | Tunézia    |
| --------------------------------- | ----------------- | ---------- |
| Pintér 60' (11-esből) Fischer 87' | (0–0) Jegyzőkönyv | Touati 46' |

| Hrazdan Stadium, Jereván Nézőszám: 19 000 Játékvezető: Juan Francisco Escobar (paraguayi) |

| 1985. augusztus 27. 19:00 |

| Kolumbia    | 1–1               | Bulgária       |
| ----------- | ----------------- | -------------- |
| Tréllez 74' | (0–0) Jegyzőkönyv | Kalaydjiev 69' |

| Hrazdan Stadium, Jereván Nézőszám: 15 000 Játékvezető: Dzsászim Mandí (bahreini) |

| 1985. augusztus 29. 18:30 |

| Kolumbia                | 2–1               | Tunézia      |
| ----------------------- | ----------------- | ------------ |
| Castaño 19' Tréllez 68' | (1–0) Jegyzőkönyv | Abdelhak 76' |

| Hrazdan Stadium, Jereván Nézőszám: 9000 Játékvezető: Vladimir Kuznetsov (szovjet) |

| 1985. augusztus 29. 19:00 |

| Magyarország | 1–1               | Bulgária       |
| ------------ | ----------------- | -------------- |
| Fischer 80'  | (0–0) Jegyzőkönyv | Kostadinov 57' |

| Hrazdan Stadium, Jereván Nézőszám: 17 000 Játékvezető: Edgardo Codesal Méndez (mexikói) |

### B csoport
| Csapat        | M | Gy | D | V | G+ | G– | Gk | P |
| ------------- | - | -- | - | - | -- | -- | -- | - |
| Brazília      | 3 | 3  | 0 | 0 | 5  | 1  | +4 | 6 |
| Spanyolország | 3 | 1  | 1 | 1 | 4  | 4  | 0  | 3 |
| Szaúd-Arábia  | 3 | 1  | 1 | 1 | 1  | 1  | 0  | 3 |
| Írország      | 3 | 0  | 0 | 3 | 3  | 7  | –4 | 0 |

| 1985. augusztus 24. 15:00 |

| Írország  | 1–2               | Brazília            |
| --------- | ----------------- | ------------------- |
| Tuite 86' | (0–1) Jegyzőkönyv | Balalo 20' Dida 80' |

| Borisz Paicsadze Stadion, Tbiliszi Nézőszám: 45 000 Játékvezető: Nouhoum Traore (mali) |

| 1985. augusztus 24. 19:00 |

| Szaúd-Arábia | 0–0         | Spanyolország |
| ------------ | ----------- | ------------- |
|              | Jegyzőkönyv |               |

| Borisz Paicsadze Stadion, Tbiliszi Nézőszám: 25 000 Játékvezető: Antonio Evangelista (kanadai) |

| 1985. augusztus 26. 19:00 |

| Írország | 0–1               | Szaúd-Arábia             |
| -------- | ----------------- | ------------------------ |
|          | (0–0) Jegyzőkönyv | Al Dosari 54' (11-esből) |

| Borisz Paicsadze Stadion, Tbiliszi Nézőszám: 20 000 Játékvezető: Berny Ulloa Morera (costa rica-i) |

| 1985. augusztus 27. 19:00 |

| Brazília               | 2–0               | Spanyolország |
| ---------------------- | ----------------- | ------------- |
| Luciano 50' Balalo 65' | (0–0) Jegyzőkönyv |               |

| Borisz Paicsadze Stadion, Tbiliszi Nézőszám: 20 000 Játékvezető: Dzsamál as-Saríf (szíriai) |

| 1985. augusztus 29. 19:00 |

| Írország                        | 2–4               | Spanyolország                  |
| ------------------------------- | ----------------- | ------------------------------ |
| Mooney 51' Kelch 56' (11-esből) | (0–2) Jegyzőkönyv | Fernando 3' 61' Losada 35' 85' |

| Borisz Paicsadze Stadion, Tbiliszi Nézőszám: 9800 Játékvezető: Jesús Díaz (kolumbiai) |

| 1985. augusztus 29. 19:00 |

| Brazília   | 1–0               | Szaúd-Arábia |
| ---------- | ----------------- | ------------ |
| Muller 35' | (1–0) Jegyzőkönyv |              |

| Mikheil Meskhi Stadium, Tbiliszi Nézőszám: 9000 Játékvezető: Yuriy Savchenko (szovjet) |

### C csoport
| Csapat      | M | Gy | D | V | G+ | G– | Gk | P |
| ----------- | - | -- | - | - | -- | -- | -- | - |
| Szovjetunió | 3 | 2  | 1 | 0 | 7  | 1  | +6 | 5 |
| Nigéria     | 3 | 2  | 0 | 1 | 6  | 4  | +2 | 4 |
| Ausztrália  | 3 | 0  | 2 | 1 | 2  | 3  | –1 | 2 |
| Kanada      | 3 | 0  | 1 | 2 | 0  | 7  | –7 | 1 |

| 1985. augusztus 24. 15:00 |

| Szovjetunió | 0–0         | Ausztrália |
| ----------- | ----------- | ---------- |
|             | Jegyzőkönyv |            |

| Dinama Stadion, Minszk Nézőszám: 16 000 Játékvezető: Victoriano Sánchez Arminio (spanyol) |

| 1985. augusztus 24. 19:00 |

| Nigéria              | 2–0               | Kanada |
| -------------------- | ----------------- | ------ |
| Monday 1' Siasia 78' | (1–0) Jegyzőkönyv |        |

| Dinama Stadion, Minszk Nézőszám: 16 000 Játékvezető: Joël Quiniou (francia) |

| 1985. augusztus 26. 19:00 |

| Szovjetunió                           | 2–1               | Nigéria     |
| ------------------------------------- | ----------------- | ----------- |
| Khudozhilov 23' (11-esből) Chedia 41' | (2–0) Jegyzőkönyv | Anunobi 81' |

| Dinama Stadion, Minszk Nézőszám: 23 000 Játékvezető: José Roberto Wright (brazil) |

| 1985. augusztus 27. 19:00 |

| Ausztrália | 0–0         | Kanada |
| ---------- | ----------- | ------ |
|            | Jegyzőkönyv |        |

| Dinama Stadion, Minszk Nézőszám: 8000 Játékvezető: Ali Bennaucer (tunéziai) |

| 1985. augusztus 29. 19:00 |

| Szovjetunió                                                                     | 5–0               | Kanada |
| ------------------------------------------------------------------------------- | ----------------- | ------ |
| Ketashvili 38' Tatarchuk 39' Ivanauskas 60' Sklyarov 64' (11-esből) Kuzhlev 79' | (2–0) Jegyzőkönyv |        |

| Dinama Stadion, Minszk Nézőszám: 16 000 Játékvezető: Joël Quiniou (francia) |

| 1985. augusztus 29. 19:00 |

| Ausztrália                           | 2–3               | Nigéria                            |
| ------------------------------------ | ----------------- | ---------------------------------- |
| Panagis 27' Kalantzis 38' (11-esből) | (2–0) Jegyzőkönyv | Adeleye 63' Monday 78' Anunobi 79' |

| Dinama Stadion, Minszk Nézőszám: 7000 Játékvezető: Takada Sizuo (japán) |

### D csoport
| Csapat   | M | Gy | D | V | G+ | G– | Gk | P |
| -------- | - | -- | - | - | -- | -- | -- | - |
| Mexikó   | 3 | 3  | 0 | 0 | 6  | 1  | +5 | 6 |
| Kína     | 3 | 2  | 0 | 1 | 5  | 4  | +1 | 4 |
| Paraguay | 3 | 0  | 1 | 2 | 3  | 6  | –3 | 1 |
| Anglia   | 3 | 0  | 1 | 2 | 2  | 5  | –3 | 1 |

| 1985. augusztus 24. 15:00 |

| Anglia                   | 2–2               | Paraguay              |
| ------------------------ | ----------------- | --------------------- |
| Wakenshaw 19' Priest 31' | (2–1) Jegyzőkönyv | Cartaman 41' Jara 74' |

| Tofik Bahramov Stadion, Baku Nézőszám: 40 000 Játékvezető: Pádár László (magyar) |

| 1985. augusztus 24. 19:00 |

| Kína     | 1–3               | Mexikó                                    |
| -------- | ----------------- | ----------------------------------------- |
| Gong 68' | (0–3) Jegyzőkönyv | Ambríz 19' (11-esből) García Aspe 30' 45' |

| Tofik Bahramov Stadion, Baku Nézőszám: 30 000 Játékvezető: William Munro (új-zélandi) |

| 1985. augusztus 26. 19:00 |

| Anglia | 0–2               | Kína                   |
| ------ | ----------------- | ---------------------- |
|        | (0–0) Jegyzőkönyv | Gao H. 76' Gong L. 89' |

| Tofik Bahramov Stadion, Baku Nézőszám: 12 000 Játékvezető: Juan Daniel Cardellino (uruguayi) |

| 1985. augusztus 27. 19:00 |

| Paraguay | 0–2               | Mexikó                   |
| -------- | ----------------- | ------------------------ |
|          | (0–1) Jegyzőkönyv | Cruz 22' García Aspe 70' |

| Tofik Bahramov Stadion, Baku Nézőszám: 7000 Játékvezető: Edwin Picon-Ackong (mauritiusi) |

| 1985. augusztus 29. 19:00 |

| Anglia | 0–1               | Mexikó      |
| ------ | ----------------- | ----------- |
|        | (0–0) Jegyzőkönyv | Becerra 34' |

| Tofik Bahramov Stadion, Baku Nézőszám: 12 000 Játékvezető: Hernán Silva Arce (chilei) |

| 1985. augusztus 29. 19:00 |

| Paraguay    | 1–2               | Kína                |
| ----------- | ----------------- | ------------------- |
| Mereles 17' | (1–1) Jegyzőkönyv | Song 14' Gao H. 76' |

| Tofik Bahramov Stadion, Baku Nézőszám: 15 500 Játékvezető: David Syme (skót) |

## Egyenes kieséses szakasz
|  |                          |               |                           |                         |       |               |                         |                         |                         |                         |               |       |       |
|  | Negyeddöntők             | Negyeddöntők  | Negyeddöntők              |                         |       | Elődöntők     | Elődöntők               | Elődöntők               |                         |                         | Döntő         | Döntő | Döntő |
|  | Negyeddöntők             | Negyeddöntők  | Negyeddöntők              |                         |       | Elődöntők     | Elődöntők               | Elődöntők               |                         |                         | Döntő         | Döntő | Döntő |
|  | szeptember 1. – Jereván  |               |                           |                         |       |               |                         |                         |                         |                         |               |       |       |
|  |                          |               |                           |                         |       |               |                         |                         |                         |                         |               |       |       |
|  | A1                       | Bulgária      | 1                         |                         |       |               |                         |                         |                         |                         |               |       |       |
|  | A1                       | Bulgária      | 1                         | szeptember 4. – Moszkva |       |               |                         |                         |                         |                         |               |       |       |
|  | B2                       | Spanyolország | 2                         |                         |       |               |                         |                         |                         |                         |               |       |       |
|  | B2                       | Spanyolország | 2                         |                         |       | Spanyolország | Spanyolország           | 2 (4)                   |                         |                         |               |       |       |
|  | szeptember 1. – Minszk   |               |                           |                         |       | Spanyolország | Spanyolország           | 2 (4)                   |                         |                         |               |       |       |
|  |                          |               | Szovjetunió               | Szovjetunió             | 2 (3) |               |                         |                         |                         |                         |               |       |       |
|  | C1                       | Szovjetunió   | Szovjetunió               | Szovjetunió             | 2 (3) | 1             |                         |                         |                         |                         |               |       |       |
|  | C1                       | Szovjetunió   |                           |                         |       | 1             | szeptember 7. – Moszkva |                         |                         |                         |               |       |       |
|  | D2                       | Kína          | 0                         |                         |       |               |                         |                         |                         |                         |               |       |       |
|  | D2                       | Kína          | 0                         |                         |       | Spanyolország | Spanyolország           | 0                       |                         |                         |               |       |       |
|  | szeptember 1. – Tbiliszi |               |                           |                         |       | Spanyolország | Spanyolország           | 0                       |                         |                         |               |       |       |
|  |                          |               | Brazília                  | Brazília                | 1     |               |                         |                         |                         |                         |               |       |       |
|  | B1                       | Brazília      | Brazília                  | Brazília                | 1     | 6             |                         |                         |                         |                         |               |       |       |
|  | B1                       | Brazília      | szeptember 4. – Leningrád |                         |       | 6             |                         |                         |                         |                         |               |       |       |
|  | A2                       | Kolumbia      | 0                         |                         |       |               |                         |                         |                         |                         |               |       |       |
|  | A2                       | Kolumbia      | 0                         |                         |       | Brazília      | Brazília                | 2                       | Bronzmérkőzés           | Bronzmérkőzés           | Bronzmérkőzés |       |       |
|  | szeptember 1. – Bakı     |               |                           |                         |       | Brazília      | Brazília                | 2                       | Bronzmérkőzés           | Bronzmérkőzés           | Bronzmérkőzés |       |       |
|  |                          |               | Nigéria                   | Nigéria                 | 0     |               |                         | szeptember 7. – Moszkva | szeptember 7. – Moszkva | szeptember 7. – Moszkva |               |       |       |
|  | D1                       | Mexikó        | Nigéria                   | Nigéria                 | 0     | 1             |                         | szeptember 7. – Moszkva | szeptember 7. – Moszkva | szeptember 7. – Moszkva |               |       |       |
|  | D1                       | Mexikó        |                           |                         |       |               |                         | Szovjetunió             | Szovjetunió             | 0 (1)                   |               |       |       |
|  | C2                       | Nigéria       | 2                         |                         |       |               |                         | Szovjetunió             | Szovjetunió             | 0 (1)                   |               |       |       |
|  | C2                       | Nigéria       | 2                         |                         |       | Nigéria       | Nigéria                 | 0 (3)                   |                         |                         |               |       |       |
|  |                          |               |                           |                         |       | Nigéria       | Nigéria                 | 0 (3)                   |                         |                         |               |       |       |

### Negyeddöntők
| 1985. szeptember 1. 19:00 |

| Bulgária       | 1–2               | Spanyolország                         |
| -------------- | ----------------- | ------------------------------------- |
| Kostadinov 47' | (0–1) Jegyzőkönyv | Marcelino 33' Fernando 67' (11-esből) |

| Hrazdan Stadium, Jereván Nézőszám: 20 500 Játékvezető: Joe Worrall (angol) |

| 1985. szeptember 1. 17:00 |

| Brazília                                         | 6–0               | Kolumbia |
| ------------------------------------------------ | ----------------- | -------- |
| Gérson 51' 69' 90' Silas 54' Dida 72' Muller 81' | (0–0) Jegyzőkönyv |          |

| Borisz Paicsadze Stadion, Tbiliszi Nézőszám: 20 000 Játékvezető: Berny Ulloa Morera (costa rica-i) |

| 1985. szeptember 1. 17:00 |

| Szovjetunió | 1–0               | Kína |
| ----------- | ----------------- | ---- |
| Kuzhlev 1'  | (1–0) Jegyzőkönyv |      |

| Dinama Stadion, Minszk Nézőszám: 40 000 Játékvezető: Ali Bennaucer (tunéziai) |

| 1985. szeptember 1. 17:00 |

| Mexikó     | 1–2               | Nigéria                   |
| ---------- | ----------------- | ------------------------- |
| Medina 50' | (0–2) Jegyzőkönyv | Igbinabaro 33' Monday 35' |

| Tofik Bahramov Stadion, Baku Nézőszám: 20 000 Játékvezető: Juan Daniel Cardellino (uruguayi) |

### Elődöntők
| 1985. szeptember 4. 19:00 |

| Spanyolország              | 2–2 (h. u.)                 | Szovjetunió                                |
| -------------------------- | --------------------------- | ------------------------------------------ |
| Losada 70' Goikoetxea 120' | (0–1, 1–1, 1–1) Jegyzőkönyv | Khudozhilov 38' (11-esből) Ivanauskas 107' |
| Büntetőpárbaj              |                             |                                            |
|                            | 4–3                         |                                            |

| Luzsnyiki Stadion, Moszkva Nézőszám: 37 000 Játékvezető: Hernán Silva Arce (chilei) |

| 1985. szeptember 4. 18:00 |

| Brazília              | 2–0               | Nigéria |
| --------------------- | ----------------- | ------- |
| Muller 22' Balalo 44' | (2–0) Jegyzőkönyv |         |

| Kirov Stadion, Leningrád Nézőszám: 51 500 Játékvezető: Joël Quiniou (francia) |

### Bronzmérkőzés
| 1985. szeptember 7. 13:00 |

| Szovjetunió   | 0–0 (h. u.) | Nigéria |
| ------------- | ----------- | ------- |
|               | Jegyzőkönyv |         |
| Büntetőpárbaj |             |         |
|               | 1–3         |         |

| Luzsnyiki Stadion, Moszkva Nézőszám: 12 500 Játékvezető: Dzsászim Mandí (bahreini) |

### Döntő
| 1985. szeptember 7. 19:00 |

| Brazília     | 1–0 (h. u.)                 | Spanyolország |
| ------------ | --------------------------- | ------------- |
| Henrique 92' | (0–0, 0–0, 1–0) Jegyzőkönyv |               |

| Luzsnyiki Stadion, Moszkva Nézőszám: 41 000 Játékvezető: David Syme (angol) |

## Díjak
| Az 1985-ös ifjúsági labdarúgó-világbajnokság győztese |
| ----------------------------------------------------- |
| · Brazília · 2. cím                                   |

| 2. helyezett  | 3. helyezett | 4. helyezett |
| ------------- | ------------ | ------------ |
| Spanyolország | Nigéria      | Szovjetunió  |

| Golden Shoe      | Golden Ball | FIFA Fair Play Díj |
| ---------------- | ----------- | ------------------ |
| Sebastián Losada | Paulo Silas | Kolumbia           |

## Gólszerzők
| 3 gólos - Balalo - Gérson - Muller - Alberto García Aspe - Odiaka Monday - Fernando Gomez - Sebastián Losada 2 gólos - Dida - Emil Kostadinov - Gao Hongbo - Gong Lei - John Jairo Trellez - Fischer Pál - Pintér Attila - Mark Anunobi - Valdas Ivanauskas - Sergei Khudozhilov - Oleg Kuzhlev | 1 gólos - Philip Priest - Robert Wakenshaw - Cris Kalantzis - John Panagis - Henrique - Luciano - Paulo Silas - Radko Kalaydjiev - Petar Mihtarszki - Luboslav Penev - Patrick Kelch - Brian Mooney - Marcus Tuite - Song Lianyong - John Castaño - Felipe Pérez - Wilson Rodríguez - Zsinka János | 1 gólos (folytatás) - Marcos Ambriz - Héctor Becerra - Cruz - Víctor Medina - Niyi Adeleye - Augustine Igbinabaro - Samson Siasia - Jorge Cartaman - Luis Jara - Trigo Mereles - Ion Andoni Goikoetxea - Marcelino - Mehaisen Al Dosari - Soso Chedia - Gela Ketashvili - Igor Sklyarov - Vladimir Tatarchuk - Mohamed Abdelhak - Sami Touati |

## Végeredmény
Az első négy helyezett utáni sorrend nem tekinthető hivatalosnak, mivel ezekért a helyekért nem játszottak mérkőzéseket. Ezért e helyezések meghatározásához az alábbiak lettek figyelembe véve:
1. több szerzett pont (a 11-esekkel eldöntött találkozók a hosszabbítást követő eredménnyel, döntetlenként vannak feltüntetve)
2. jobb gólkülönbség
3. több szerzett gól

A hazai csapat és Magyarország eltérő háttérszínnel kiemelve.
| Helyezés | Nemzet        | M | Gy | D | V | G+ | G– | Gk  | P  |
| -------- | ------------- | - | -- | - | - | -- | -- | --- | -- |
| Arany    | Brazília      | 6 | 6  | 0 | 0 | 14 | 1  | +13 | 12 |
| Ezüst    | Spanyolország | 6 | 2  | 2 | 2 | 8  | 8  | 0   | 6  |
| Bronz    | Nigéria       | 6 | 3  | 1 | 2 | 8  | 7  | +1  | 7  |
| 4.       | Szovjetunió   | 6 | 3  | 3 | 0 | 10 | 3  | +7  | 9  |
|          |               |   |    |   |   |    |    |     |    |
| 5.       | Mexikó        | 4 | 3  | 0 | 1 | 7  | 3  | +4  | 6  |
| 6.       | Bulgária      | 4 | 1  | 2 | 1 | 5  | 4  | +1  | 4  |
| 7.       | Kína          | 4 | 2  | 0 | 2 | 5  | 5  | 0   | 4  |
| 8.       | Kolumbia      | 4 | 1  | 2 | 1 | 5  | 10 | –5  | 4  |
|          |               |   |    |   |   |    |    |     |    |
| 9.       | Magyarország  | 3 | 1  | 2 | 0 | 5  | 4  | +1  | 4  |
| 10.      | Szaúd-Arábia  | 3 | 1  | 1 | 1 | 1  | 1  | 0   | 3  |
| 11.      | Ausztrália    | 3 | 0  | 2 | 1 | 2  | 3  | –1  | 2  |
| 12.      | Paraguay      | 3 | 0  | 1 | 2 | 3  | 6  | –3  | 1  |
| 13.      | Anglia        | 3 | 0  | 1 | 2 | 2  | 5  | –3  | 1  |
| 14.      | Kanada        | 3 | 0  | 1 | 2 | 0  | 7  | –7  | 1  |
| 15.      | Írország      | 3 | 0  | 0 | 3 | 3  | 7  | –4  | 0  |
| 16.      | Tunézia       | 3 | 0  | 0 | 3 | 2  | 6  | –4  | 0  |